# Enchilada
Une enchilada est une préparation culinaire d'origine mexicaine.

## Description
Elle est composée de tortillas de maïs, généralement frites et garnies de viande, mais surtout imbibés de sauce, originellement pimentée (c'est le sens littéral du mot « enchilada » en espagnol, dérivé du mot « chile » qui signifie « piment »). Les enchiladas sont servies chaudes et peuvent être accompagnées de viande, de riz, de grains de haricots noirs ou d'autres ingrédients.

### Sauces utilisées
Les principales sauces utilisées pour napper les tortillas sont :
- la « salsa verde » (« sauce verte ») pour les « enchiladas verdes ».

Cette sauce est à base de tomatilles (Physalis philadelphia) cuites et/ou de piments verts ;
- la « salsa roja » (« sauce rouge ») ou la sauce salsa (dans la cuisine tex-mex), pour les « enchiladas rojas » ou « coloradas ».

Cette sauce est à base de tomates rouges et/ou de piment rouge ;
- la « salsa mole » (« sauce mole ») dans les « enchiladas de mole » (dites aussi « enmoladas ».

Les « enchiladas suizas » (« enchiladas suisses ») se caractérisent quant à elles par leur gratin de fromage râpé recouvert de crème épaisse.

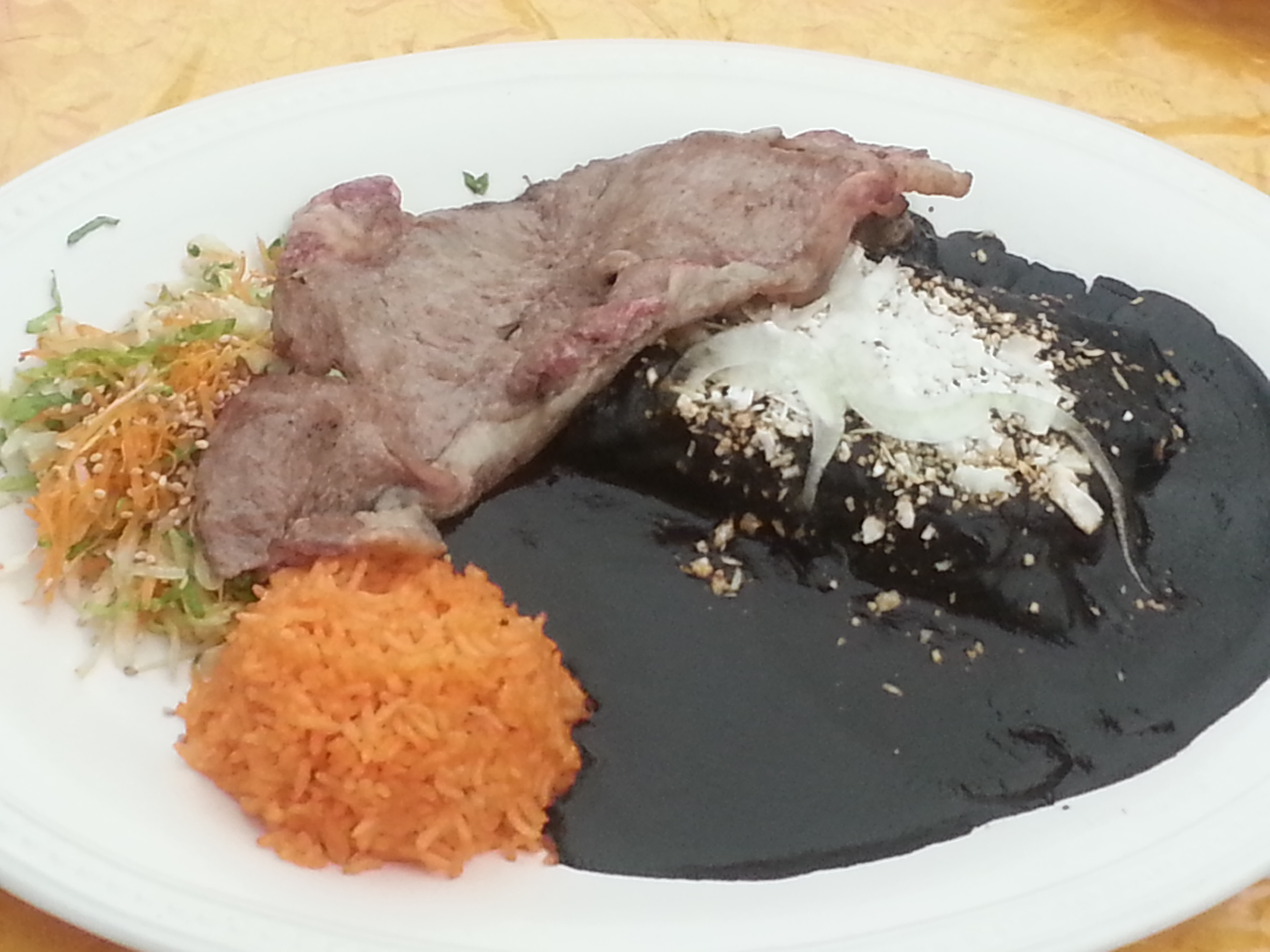
Enchiladas enmoladas (recouvertes de sauce mole), avec une tranche de viande grillée, du riz et de la salade.
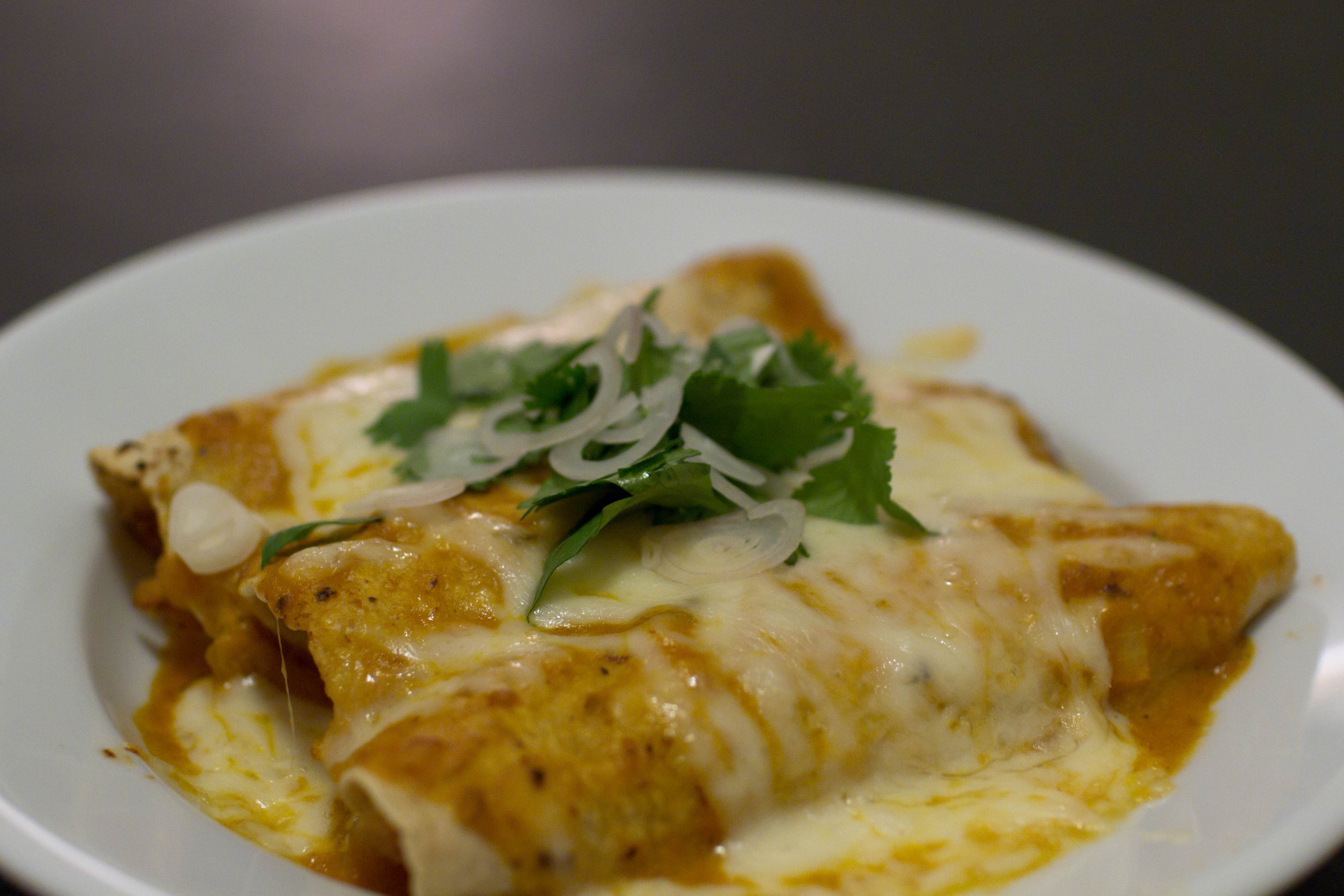
Enchiladas suizas.
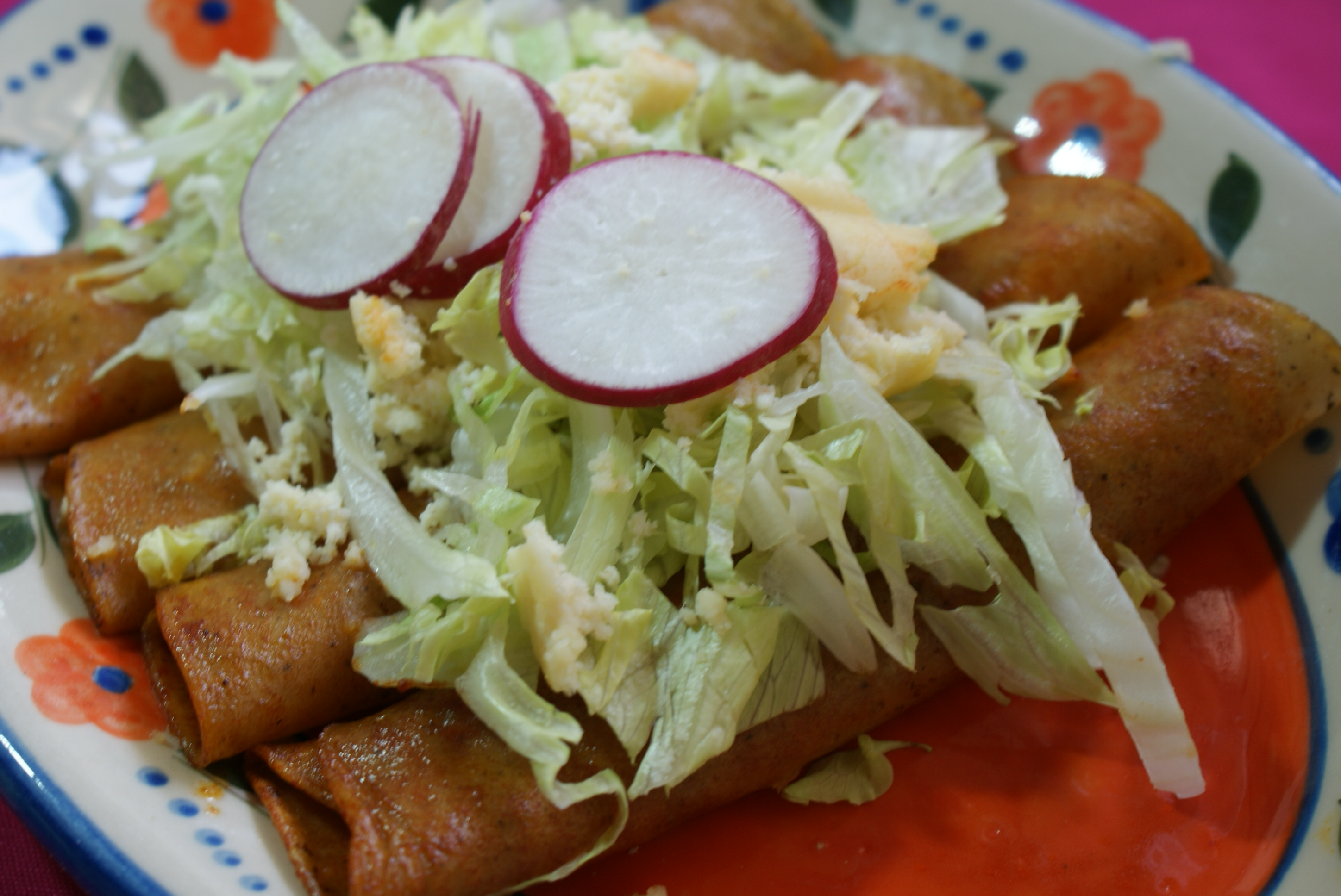
Enchiladas tapatías (de Guadalajara, Jalisco).
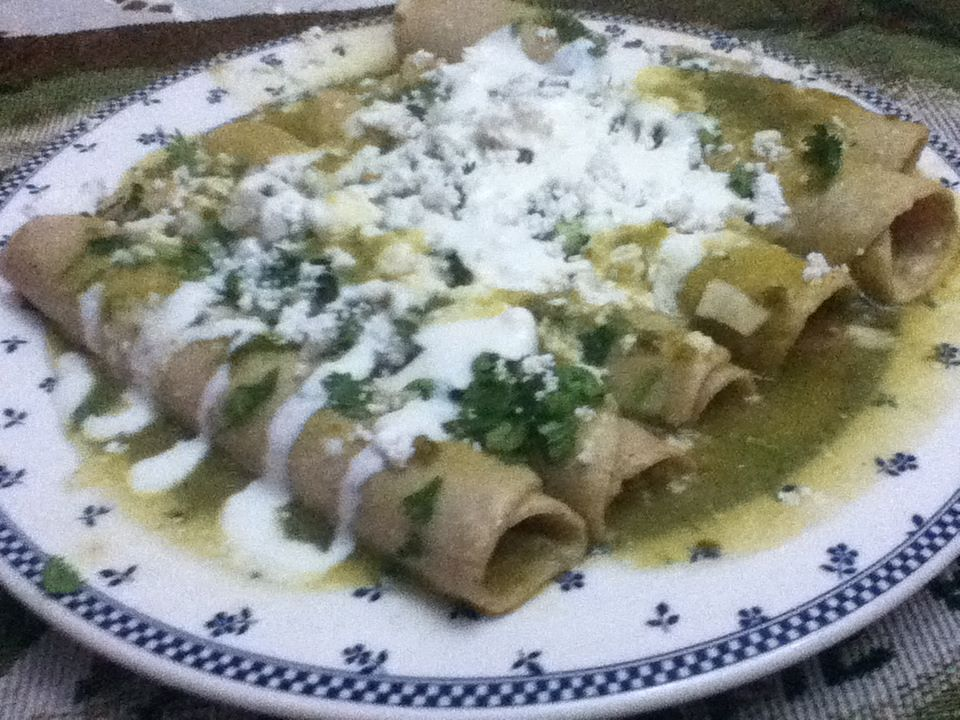
Enchiladas verdes.